# Mkhčyan
Mkhčyan (conosciuto anche come Mkhchyan, in armeno Մխչյան?, fino al 1935 Imamshahlu) è un comune dell'Armenia di 5 094 abitanti (2008) della provincia di Ararat, fondata nel 1924.